# 佐伯淳一
佐伯 淳一（さいき じゅんいち、男性 ）は、日本の漫画家。
主に月刊少年エースで読み切りの作品を発表している。
遅筆である。

## 人物
作中やコメントでの自身の自画像はパンダで表される。
パソコンを持っておらず、ほとんど自分1人で描いている。
デビュー後の2002年、月刊少年エースで漫画家のひよひよが新連載『キディ・グレイド リバース』の準備をしており、編集部からの紹介でアシスタント入り。同作品ではメカニックデザイン・作画を担当、巻末のスタッフロールに「BG Assist」として記載されている。

## 作品リスト

### 連載
- デビルパンダ（『エース桃組』2003年4月増刊号 - 2003年10月増刊号） - 未単行本化。
- さかなのな（『月刊少年エース』2003年10月号 - 2004年6月号） - 未単行本化。
- バイトでウィザード（原作：椎野美由貴、キャラクター原案：原田たけひと、『ビーンズエース』2005年 - 2006年）
- ネガティブハッピー・チェーンソーエッヂ（原作：滝本竜彦、『月刊少年エース』2007年12月号 - 2008年7月号）
- マヌケなFPSプレイヤーが異世界へ落ちた場合（原作：地雷原、キャラクター原案：UGUME、『ヤングエースUP』2016年 - 連載中）

### 読み切り
- 友達が降ってきた日（『月刊少年エース』2001年1月号）
- さかなのな（『エース桃組』2001年vol.4）
- さるやの二人（『エース桃組』2號・3號、2001年）
- さかなのな（『月刊少年エース』2002年4月号）
- パンダのポム（『月刊少年エース』2002年11月号）
- やっとこ娘（『エース桃組』2003年6月増刊号）
- 魔女っ娘ヨネちゃん（『エース桃組』2005年01月増刊号）
- バイトでウィザード（『月刊少年エース』2005年） - 『ビーンズエース』にて漫画連載開始の告知で読み切りを掲載。
- バイトでウィザード（『月刊少年エース』2006年） - コミックス発売の告知で読み切りを掲載。

### 書籍
- 『バイトでウィザード』、原作：椎野美由貴、キャラクター原案：原田たけひと、角川書店〈角川コミックス・エース〉2006年 - 2007年、全2巻
- 『ネガティブハッピー・チェーンソーエッヂ』、原作：滝本竜彦、角川書店〈角川コミックス・エース〉2008年、全2巻
- 『マヌケなFPSプレイヤーが異世界へ落ちた場合』、原作：地雷原、キャラクター原案：UGUME、KADOKAWA〈カドカワコミックス・エース〉2017年 - 刊行中、既刊5巻（2024年8月9日現在）